# Чулёхольм
Чулёхольм (швед. Tjolöholms slott; наиболее близкое произношение — Щёлёхольм) — эклектический усадебный дом «прекрасной эпохи», стилизованный под архитектуру Тюдоров. Расположен в Халланде в коммуне Кунгсбакка на полуострове в Кунгсбаккафьорде (Швеция). Известен главным образом как место, где происходит действие фильма Ларса фон Триера «Меланхолия» (2011).

## История
В 1892 году Чулёхольмский дворец был приобретен Джеймсом Фредриком Диксоном, который решил построить на месте старого особняка новый дворец. Проект выполнил молодой архитектор Ларс Израель Вальман. Вскоре Джеймс Фредрик Диксон умер, и строительство пришлось завершать его вдове Бланш Диксон. Строительство было завершено в 1904 году. Замок стал одним из последних крупных подобных сооружений в Швеции. Камень-гранит для фасадов добывался в Англии. Мебель также была доставлена из Лондона. Интерьер является одним из лучших образцов декоративно-прикладного искусства. Замок получил статус памятника архитектуры в 1991 году.

## Современность
Сейчас является собственностью и управляется фондом «Чулёхольм». Дворец открыт для общественности. Чулёхольмский дворец ежегодно посещают около 200 тысяч туристов.
С 1988 года во дворце торжественно отмечают Рождество Христово. Ежегодно с ноября здесь происходят рождественские ярмарки, где местные мастера выставляют на продажу свои изделия. Во время Адвента в церкви, расположенной близ дворца, организуются концерты, в том числе и 13 декабря, на празднование Дня святой Люсии.